# 真主獣大目
真主獣大目（しんしゅじゅうだいもく、Euarchonta）は、皮翼目・登木目・霊長目を束ねる系統群。真主獣大目はグリレス大目（Glires、齧歯目・兎形目）と合わせて真主齧上目をなすとされるが、真主齧上目内の目の系統関係は2013年現在曖昧なままである。特に登木目の位置づけの決定は2017年現在でも難しい。登木目と皮翼目が姉妹群（SundatheriaあるいはParaprimates）、あるいは登木目が霊長目や皮翼目からなる単系統群（Primatomorpha）の姉妹群となる研究成果がある一方 、グリレス類の姉妹群とする成果や、真主齧上目で最も祖先的だとする成果もあり、後者2つのいずれかが正しいとすれば、真主獣大目という系統は否定される事になる。
真主獣大目という用語が最初に一般的な科学研究論文に現われたのは1999年のことで、このときに、分子生物学的証拠から、形態学的な分類である主獣区（Archonta）からコウモリ目を除いて、真主獣大目が成立した。細胞核の主要なDNA配列解析が真主獣仮説（真主獣大目とされる4目が単系統であるとする仮説）を裏付け、レトロトランスポゾンの有無のデータは明らかに真主獣大目を証明する一方、ミトコンドリア配列は異なる系統樹を描く。分子時計に基づいた仮説では、真主獣大目は約8800万年前の白亜紀に現れて、ツパイ目と霊長形類のグループに8620万年前に分岐し、霊長形類は霊長類とヒヨケザル類に7960万年に分岐した。